# Hino (Tottori)
Hino (日野町?) è una cittadina giapponese della prefettura di Tottori.
Nel 2012, la città ha una popolazione di circa 3 682 abitanti e una densità di 27,47 ab/km². L'area totale è di 134,02 km². Il centro della città è di fatto la stazione principale.

## Confini
Hino, localizzato nella zona Tottori, confina con:
- Nella zona Tottori
  - Nichinan
  - Nanbu
  - Hōki
  - Kōfu
- Nella zona Okayama
  - Niimi
  - Shinjō

## Storia
Nel periodo Sengoku (1467 – 1573) il clan Hino ha costruito il castello di Kagamiyama sul Monte Kagami (335 metri) in Kurosaka (area di Hino). Nel periodo Edo (1603 – 1868) Il villaggio di Neu divenne una città shukubapost.

## Posti notevoli o d'interesse
- Kanemochi Shrine
- Akechi Peak
- Unoike Pond

## Infrastrutture e trasporti

### Treni
Hino è servita dalla "JR West Hakubi Line". Include 3 stazioni:
- Kamisuge Station,
- Kurosaka Station,
- Neu Station, la principale, la centrale.